# Engyprosopon xystrias
Engyprosopon xystrias es una especie de pez de la familia Bothidae en el orden de los Pleuronectiformes.

## Hábitat
Es un pez de mar.

## Morfología
• Pueden llegar alcanzar los 16 cm de longitud total.

## Distribución geográfica
Se encuentra en las  costas del Mar de la China Meridional, Mar del Coral y sur del Japón.